# Aumühle (Mühlhausen)
Aumühle ist ein Gemeindeteil der Gemeinde Mühlhausen im Landkreis Neumarkt in der Oberpfalz in Bayern.

## Lage
Die Mühle, eine Einöde, liegt an der Sulz nördlich des Gemeindesitzes und südöstlich von Ellmannsdorf, einem weiteren Gemeindeteil von Mühlhausen.

## Geschichte
Auf einer Landkarte von 1613 noch fehlend, wurde die Mühle wahrscheinlich nach dem Dreißigjährigen Krieg errichtet. Mitte des 17. Jahrhunderts ist der österreichische Exulant Urban Fucker als Knecht auf der Aumühle genannt, die den Sulzbürg-Wolfsteiner Grafen gehörte und hochgerichtlich dem kurfürstlich-bayerischen Schultheißenamt Neumarkt unterstand. Nach dem Erlöschen des wolfsteinischen Geschlechts 1740 wurde die Mühle wittelsbachischer Besitz. Um 1760 ging sie in Privathände über.
Im neuen Königreich Bayern (1806) kam die Mühle zum Steuerdistrikt Sulzbürg und mit dem Gemeindeedikt von 1818 zur Ruralgemeinde Mühlhausen. Dort verblieb sie bis heute. Gepfarrt war sie nach Sulzbürg.
Die Mühle war mit einem Mahlgang ausgestattet, wie für 1836 berichtet wird; sie war eine von sechs Mühlen, die die Sulz antrieb. Wie üblich, war der Müller auch Ökonom. So hatte er 1875 an Großvieh drei Pferde und 14 Rinder. Bis 1914 saß auf der Mühle eine Familie Kürzinger, danach der Sulzbürger Metzger Anton Rackl. Das mittelschlächtige Mühlrad arbeitete bis 1950, als der Mahlbetrieb eingestellt wurde. 1966 wurde eine Turbine zur Stromerzeugung eingebaut.
Die Mühle ist heute ein landwirtschaftliches Anwesen.

### Einwohnerzahlen
- 1861: 10 (6 Gebäude)[8]
- 1871: 07 (3 Gebäude)[7]
- 1900: 08 (1 Wohngebäude)[9]
- 1938: 06[10]
- 1961: 05 (1 Wohngebäude)[11]
- 1970: 04[12]
- 1987: 07 (1 Wohngebäude, 2 Wohnungen)[1]

## Verkehr
Die Mühle liegt östlich der Kreisstraße NM 12.